# Sicyopus jonklaasi
Sicyopus jonklaasi es una especie de pez Perciformes de la familia Gobiidae.

## Morfología
Los machos pueden llegar a alcanzar los 4,5 cm de longitud total.

## Hábitat
Es un pez de clima tropical (23 °C-25 °C).

## Distribución geográfica
Se encuentran en Asia: Sri Lanka.